# 1045

## Събития
- В Китай е въведено печатането с подвижни букви.
- Едуард Изповедника започва строежа на Уестминстърското абатство.